# Попелево (Гнезненський повіт)
Попелево (пол. Popielewo) — село в Польщі, у гміні Тшемешно Гнезненського повіту Великопольського воєводства.
Населення — 161 особа (2011).
У 1975-1998 роках село належало до Бидгощського воєводства.

## Демографія
Демографічна структура станом на 31 березня 2011 року:
|          | Загалом | Допрацездатний вік | Працездатний вік | Постпрацездатний вік |
| -------- | ------- | ------------------ | ---------------- | -------------------- |
| Чоловіки | 76      | 16                 | 53               | 7                    |
| Жінки    | 85      | 23                 | 50               | 12                   |
| Разом    | 161     | 39                 | 103              | 19                   |